# Gråmossan glöder
Gråmossan glöder (isländska: Grámosinn glóir) är en roman från 1986 av den isländska författaren Thor Vilhjálmsson. Den utspelar sig på 1800-talet och handlar om en isländsk domare som nyss hemkommit från studier i Köpenhamn och ska döma i ett mål där två halvsyskon står anklagade för incest.
Rättsfallet i romanen har en verklig förlaga. Boken gavs ut på svenska 1988 i översättning av Peter Hallberg.

## Mottagande
Boken tilldelades Nordiska rådets litteraturpris 1988. Det var fjärde gången Thor Vilhjálmsson hade nominerats till priset. Bedömningskommitténs motivering löd: "På ett språk som förenar isländsk berättartradition med nyskapande uttrycksformer skildras en domares ödesmättade resa genom ett magiskt landskap som mångfasetterat reflekterar den inre brottningen med tillvarons grundfrågor om skuld och ansvar, dikt och verklighet."